# جک فراست

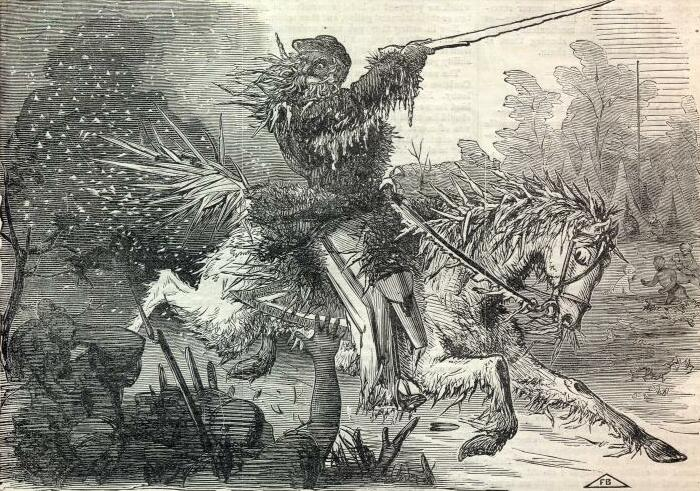
تصویر کارتونی ساخته شده در قرن ۱۹ که جک فراست را به تصویر می‌کشد

جَک فراست (به انگلیسی: Jack Frost) یک شخصیت غیرواقعی است که برطبق اساطیر، مسئول آب و هوای سرد است. در اواخر قرن نوزدهم میلادی در ادبیات انگلیسی، شخصیت او مانند جن ساخته شده‌است؛ در بعضی مواقع به عنوان یک مفسد شوم به نظر می‌رسد و او را از نژاد انگلوساکسون به‌شمار می‌آورند.

## معنی در لغت
فراست یک لغت انگلیسی است که ترجمهٔ آن به فارسی یخبندان می‌شود.